# Bolesław Manowiec
Bolesław Manowiec (ur. 7 września 1941 w Woli Burzeckiej, zm. 1 września 2014 w Puławach) – polski rzemieślnik i przedsiębiorca, poseł na Sejm PRL IX kadencji.

## Życiorys
Syn Józefa i Pelagii. Posiadał wykształcenie średnie. Od 1964 do 1968 był pracownikiem Powiatowego Przedsiębiorstwa Remontowo-Budowlanego w Puławach (kierował robotami budowlanymi). W 1969 uruchomił własny zakład rzemieślniczy. Z ramienia Stronnictwa Demokratycznego sprawował mandat radnego Miejskiej i Wojewódzkiej Rady Narodowej. Był wiceprzewodniczącym Wojewódzkiego Komitetu i członkiem Centralnego Komitetu SD. Stał na czele Rady Izby Rzemieślniczej w Lublinie. W 1985 uzyskał mandat posła na Sejm PRL IX kadencji w okręgu Lublin. Zasiadał w Komisji Budownictwa, Gospodarki Przestrzennej, Komunalnej i Mieszkaniowej oraz w Komisji Skarg i Wniosków.
W wyborach w 1991 bez powodzenia ubiegał się o mandat poselski z ramienia SD w województwie lubelskim. W latach 90. był właścicielem Przedsiębiorstwa Usług Budowlano-Handlowo-Transportowych w Puławach, a później sędzią Sądu Cechowego Cechu Rzemiosł Różnych w tym mieście.
Odznaczony Krzyżem Kawalerskim Orderu Odrodzenia Polski.
Pochowany na cmentarzu parafii św. Józefa w Puławach.